# Baranivka, Șîșakî
Baranivka (în ucraineană Баранівка) este o comună în raionul Șîșakî, regiunea Poltava, Ucraina, formată numai din satul de reședință.

## Demografie
Componența lingvistică a comunei Baranivka
     Ucraineană (96,43%)
     Rusă (2,92%)
     Alte limbi (0,16%)
Conform recensământului din 2001, majoritatea populației comunei Baranivka era vorbitoare de ucraineană (96,43%), existând în minoritate și vorbitori de rusă (2,92%).